# 江湖龙女
《江湖龙女》（英語：Dragon's Love），导演王毓雅，主演林心如、唐宸禹、陈冠霖、吴毅将，为动作喜剧。

## 剧情
该片讲述“龙儿”追寻爱情的故事。

## 演出
- 林心如 出演 小龙女
- 唐宸禹 出演 杨过
- 陈冠霖 出演 马场老板
- 吴毅将 出演 黑帮老大

## 制作
该片有林心如打斗的动作场面。也是林心如继《一石二鸟》之后的又一动作喜剧。
该片2006年5月10日才登陆中国大陆首映。